# Anisothecium spirale
Anisothecium spirale är en bladmossart som beskrevs av Brotherus 1924. Anisothecium spirale ingår i släktet Anisothecium och familjen Dicranaceae. Inga underarter finns listade i Catalogue of Life.